# Gli anni di Dražen Petrović
Gli anni di Dražen Petrović - Pallacanestro e vita è un libro sul campione di pallacanestro Dražen Petrović, scritta da Stefano Olivari e uscita nel 2015 in Italia per l'editore Indiscreto.
La biografia ripercorre tutta la vita del giocatore croato, legandola anche alla fine della Jugoslavia, con particolare attenzione agli anni nel Cibona Zagabria che lo hanno fatto entrare nella leggenda dello sport. Completano il libro interviste a Neven Spahija, il migliore amico di Petrovic, a Bogdan Tanjević, l'allenatore che lo ha lanciato in Nazionale. a Sergio Tavčar, il giornalista che lo ha fatto conoscere al pubblico italiano, e al fratello Aleksandar Petrovic, ex compagno e suo unico modello cestistico.